# Estola fuscomarmorata
Estola fuscomarmorata là một loài bọ cánh cứng trong họ Cerambycidae.